# STS-6

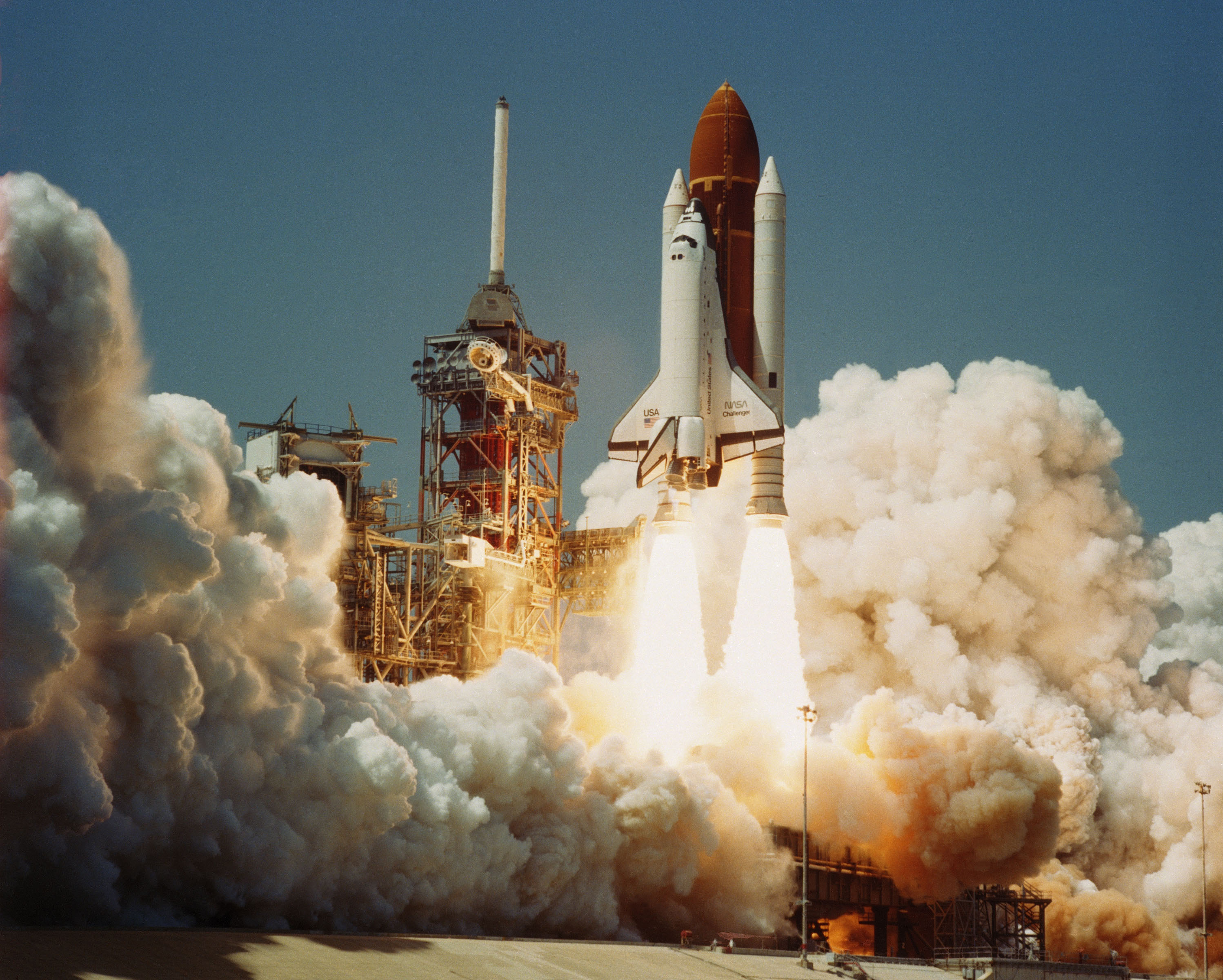

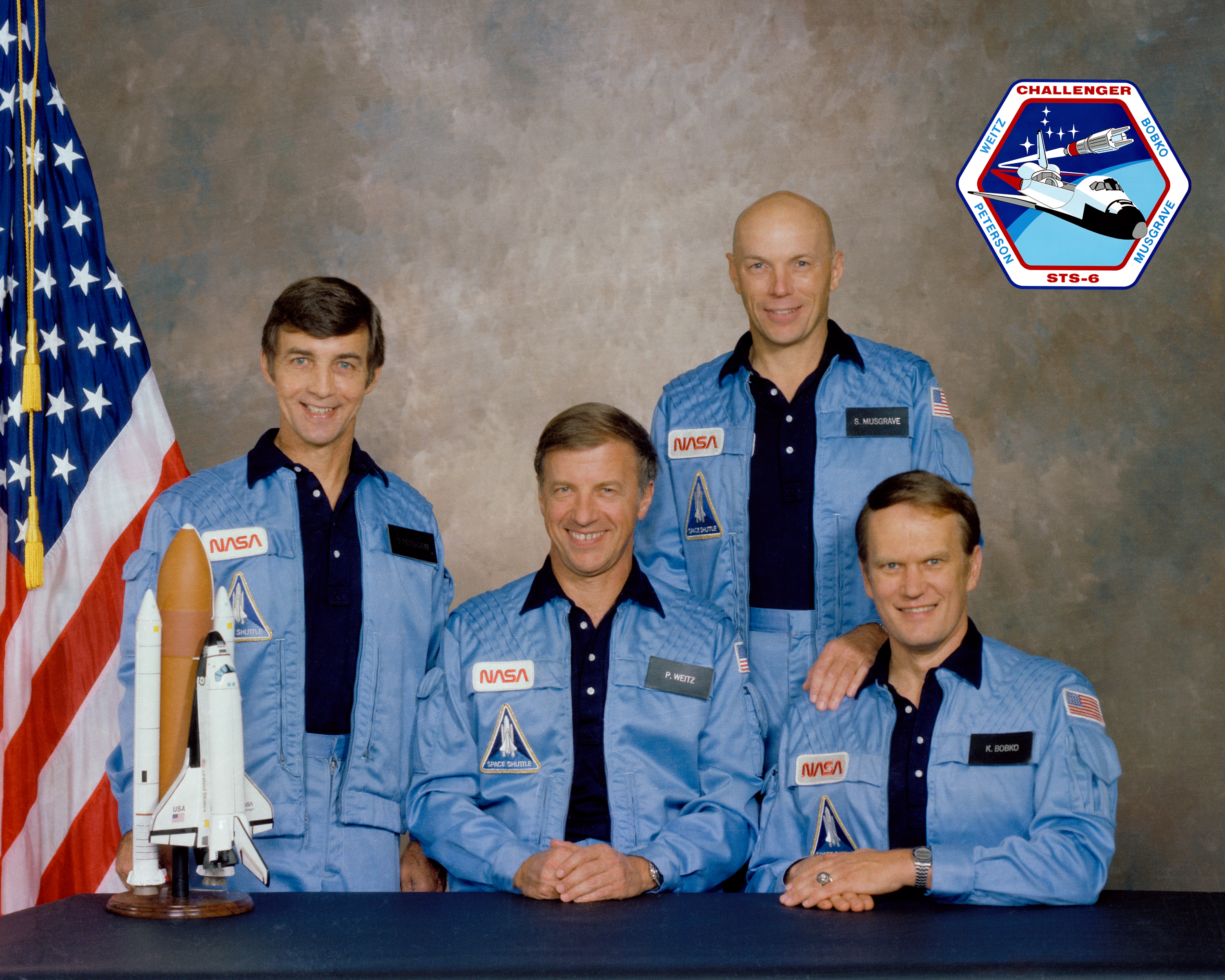
피터슨, 웨이츠, 머스그레이브, 밥코

STS-6은 NASA의 여섯 번째 우주 왕복선 임무이자 챌린저 우주왕복선의 첫 비행이었다. 1983년 4월 4일 케네디 우주 센터에서 발사된 이 임무는 최초의 추적 및 데이터 중계 위성인 TDRS-1을 궤도에 배치한 후 1983년 4월 9일 에드워즈 공군기지에 착륙했다. STS-6은 최초의 우주 왕복선이었다. 이 임무는 차량외 활동이 수행되는 동안 최초로 선외 활동용 우주복(EMU)이 사용된 임무였다.